# María Antonia Bolívar Palacios
María Antonia Bolívar Palacios (Caracas, 1 de novembre de 1777 - Macarao, 7 d'octubre de 1842) va ser una aristòcrata veneçolana. És coneguda per haver estat germana de Simón Bolívar. Ferma defensora de la monarquia espanyola en el procés d'independència americana i, per tant, oposada al projecte dels seus germans. La seva vida va estar marcada pels processos d'independència de la Gran Colòmbia i, després, de Veneçuela, una part dels quals els va viure a l'exili i des de 1823 a Caracas, on va encarregar-se de recuperar i administrar el patrimoni familiar.

## Primers anys
Bolívar va néixer a Caracas l'1 de novembre de 1777. Va ser la filla primogènita de Juan Vicente Bolívar Ponte i de María Concepción Palacios Blanco, i la germana gran de Juana, Juan Vicente i Simón. Els Bolívar pertanyien a l'aristocràcia veneçolana anomenada mantuana, formada per criolls blancs descendents d'espanyols i amb un paper important a la colònia; eren una família rica, amb nombroses propietats i un gran prestigi social a Caracas. Ella va ser educada en aquest ambient de comoditat i opulència, en els valors i principis aristocràtics i conceptes morals molt rígids.
Quan tenia 9 anys va morir el seu pare i als 14 moria la seva mare. Inicialment queda sota tutela del seu avi matern, Feliciano Palacios, amb la resta dels seus germans, tret de Simón, que marxa amb el seu oncle. Tanmateixa, María Antonia aviat deixa d'estar a càrrec del seu avi. El 22 d'octubre de 1798, quan ella encara no ha complert els 15 anys, es casa amb Pablo Clemente Palacios, cosí seu en tercer grau, que llavors tenia 21 anys i que sempre va ser una persona malaltissa i amb una marcada demència. Al llarg del seu matrimoni van tenir quatre fills: Josefa, Pablo Secundino, Anacleto i Valentina.
Establerta com a dona casada, el 1795 el seu germà Simón, que llavors tenia 12 anys, va fugir de casa del seu oncle Carlos i es va presentar a casa seva. La seva germana el va defensar i això va provocar un conflicte amb el seu oncle, que fins i tot va arribar a la Reial Audiència. Al final la solució va ser enviar-lo a casa del mestre Simón Rodríguez.

## Procés d'independència
Va ser una ferma partidària de la monarquia espanyola. Es va mostrar contrària als intents de revolta de finals de segle xviii, la de Gual i España el 1797, i la de Miranda de 1806. Finalment, s'oposa també al procés que lidera el seu germà Simón, a diferència de la resta dels seus germans, que s'hi van unir. María Antonia es va mantenir ferma en les seves conviccions i va ser una partidària de la monarquia i continuar com a colònia espanyola. Malgrat l'oposició al projecte del seu germà, sempre van mantenir una relació cordial.
En les cartes que s'escrivien, caracteritzades per un tracte directe, familiar i sense protocols, María Antonia defensava la lleialtat a la corona, com havien fet els seus avantpassats. No entenia d'on sorgia el distanciament i l'enfrontament, quan la seva família s'havia beneficiat del règim colonial i molts homes de la família havien estat figures prominents de l'ordre colonial. No creia ni en el principi d'igualtat ni en les idees republicanes, per a ella la independència significava també trencar l'ordre jeràrquic, sacrificar la seva posició social, i negar els costums, creences i principis en els quals havia estat educada al llarg de la seva vida.
Quan el 1813 Simón Bolívar s'apropava a Caracas invicte durant la Campanya Admirable i aquest va proclamar el decret de Guerra a Mort contra els espanyols, María Antonia va amagar a casa seva partidaris del rei. La seva postura a favor de la monarquia va fer que fos acusada de traidora, i que fos anomenada goda i aristòcrata pels partidaris de la república, però malgrat les amenaces va continuar en la seva postura i lleial al rei d'Espanya, mentre el seu germà es convertir en enemic de la monarquia.
El 1814, amb l'avenç del general espanyol José Tomás Boves en la reconquesta de Veneçuela, que representava un perill per als criolls, Simón Bolívar va determinar el 1814 enviar a 20.000 habitants de Caracas a l'exili, entre els quals la mateixa María Antonia. Ella va barallar la possibilitat de romandre a la ciutat perquè havia demostrat el seu suport al rei, el seu germà va preferir forçar-la a marxar adduint que la vinculació del cognom podia perjudicar-la. Durant dos anys va estar a Curaçao, després va passar a Cartagena de Indias, Saint Thomas i, finalment, a l'Havana, on va morir el seu marit. Des d'allà. va intentar recuperar, davant la Reial Audiència de Caracas, els béns que li havien estat confiscats. A més va obtenir del rei Ferran VII d'Espanya, a qui va enviar una carta demostrant-li fidelitat, una pensió de 2.000 pesos anuals per mantenir-se i va disposar la recuperació dels seus béns.

## Administradora dels béns familiars
Amb la independència de la seva terra natal es queda sense el suport de la monarquia. Ja vídua, entre 1822 i 1823 decideix tornar a Caracas, entre d'altres raons perquè el seu germà Simón va enviar-li diners per al seu trasllat. Quan torna, es trobava una ciutat devastada per la guerra. Bolívar s'adapta a la nova situació política, s'hi trobava incòmode i no combrega, com demostra en les cartes escrites al seu germà, on expressa la molèstia que representava la república per a ella, un canvi polític tan radical i el desmantellament de la jerarquia tradicional. Aquestes opinions van ser font de desacord entre els germans, de fet Simón va dir-li que no es fiqués en política, sinó que es cenyís a les tasques domèstiques, obligacions que li corresponien per la seva condició femenina.
Val a dir que María Antonia va ser conscient que la seva presència a Caracas és l'única manera de recuperar les regnes del patrimoni familiar i el control sobre els béns. Es va ocupar de recuperar, inventariar i administrar l'herència dels seus pares, destacant especialment les mines d'Aroa. A més, com el seu germà, que era l'hereu del majorat, estava ocupat recorrent els diferents països americans ajudant en la seva independència, va demanar-li poders per poder administrar la hisenda familiar, que finalment li atorga Simón per administrar i defensar els seus interessos econòmics. Tanmateix, ambdós no sempre van estar d'acord, perquè Simón havia negociat la venda de les mines d'Aroa a una companyia anglesa per assegurar un capital que li permetria la seva subsistència, però María Antonia no va concloure'l. També va ser motiu de controvèrsia el nomenament d'Anacleto Clemente, fill de María Antonia, com a administrador durant un temps per part del seu oncle, perquè va tenir un comportament irresponsable i malbaratador i al final ella va demanar al seu germà que li retornés els poders.
El 1827 torna Simón a Caracas i li cedeix unes propietats, però el mateix any aquest ha de tornar a Colòmbia, en un moment en què s'estaven gestant idees separatistes a la mateixa Veneçuela. María Antonia va romandre a Caracas portant l'administració de l'hisenda, Malgrat haver estat en desacord amb ell anys enrere, quan aquest assumeix poders dictatorials a Bogotà, el 1828, li va donar suport quan era acusat de tirà pels seus contrincants. El 1830 mor de Simón Bolívar i s'independitza Veneçuela, i ella llavors es va retirar a la hisenda familiar de Macarao, situada als afores de Caracas, des d'on va continuar gestionant el patrimoni familiar. Ja mort el germà efectua la venda deles mines d'Aroa a la companyia britànica.

## Darrers anys
Des de 1830, María Antonia va continuar administrant els béns de la família des de Macarao. Amb tot, els darrers anys de la seva vida la seva reputació es va veure amenaçada a causa d'un plet que va mantenir amb José Ignacio Padrón, un fabricant al que acusava de robatori. Durant el procés va sortir a la llum que ell havia rebut molts regals d'ella i que ambdós havien estat amants. A més, María Antonia havia tingut dos fills naturals, Trinidad Soto i Josefa Cabrera, nascuts abans de la independència, als quals va mantenir econòmicament, però que per imatge mai va reconèixer.
Quedava pendent el traslladat de les restes mortals de Simón Bolívar, un tema que va ser tabú durant uns anys, fins que ella el 1838 sol·licita el trasllat de les despulles a Caracas, tal com havia disposat el seu germà al testament. La sol·licitud va ser rebutjada i no és fins a 1842 quan el president José Antonio Páez disposa la repatriació. Amb tot María Antonia va morir el 7 d'octubre de 1842, uns mesos abans de l'arribada de les despulles del seu germà. Va ser enterrada a la catedral de Caracas, on reposaven també els seus pares, la seva germana Juana i l'esposa de Simón, Manuela Sáenz.